# Condado de Gordon
El condado de Gordon (en inglés: Gordon County), fundado en 1850, es uno de 159 condados del estado estadounidense de Georgia. En el año 2007, el condado tenía una población de 52 044 habitantes y una densidad poblacional de 48 personas por km². La sede del condado es Calhoun. El condado recibe su nombre en honor al alcalde de Savannah William Washington Gordon.

## Geografía
Según la Oficina del Censo, el condado tiene un área total de 927 km² (357,9 mi²), de la cual 922 km² (356 mi²) es tierra y 6 km² (2,3 mi²) (0.69%) es agua.

### Condados adyacentes
- Condado de Murray (norte)
- Condado de Whitfield (norte)
- Condado de Gilmer (noreste)
- Condado de Pickens (este)
- Condado de Cherokee (sureste)
- Condado de Bartow (sur)
- Condado de Floyd (oeste)
- Condado de Walker (noroeste)

## Demografía
Según el censo de 2000, los ingresos medios por hogar en el condado eran de $38 831, y los ingresos medios por familia eran $43 184. Los hombres tenían unos ingresos medios de $29 761 frente a los $22 256 para las mujeres. La renta per cápita para el condado era de $17 586 Alrededor del 9.90% de la población estaban por debajo del umbral de pobreza.

## Transporte

### Principales carreteras
- Interestatal 75
- U.S. Route 41
- U.S. Route 411
- Ruta Estatal 3
- Ruta Estatal 53
- Ruta Estatal 61
- Ruta Estatal 136
- Ruta Estatal 156
- Ruta Estatal 225

## Localidades
- Calhoun
- Fairmount
- Plainville
- Ranger
- Resaca
- Red Bud
- Oakman
- Sugar Valley
- Oostanaula